# Etymologiae
Le Etymologiae sive Origines, composte da Isidoro di Siviglia, possono essere considerate una enciclopedia della cultura occidentale.

## Introduzione all'opera
Suddivisa in venti libri, l’opera contiene un immenso elenco di termini che condensano lo scibile umano del tempo. Le Etimologie, per gran parte del Medioevo, sono state il testo più utilizzato per fornire un'istruzione educativa e furono anche molto lette e conosciute durante il Rinascimento. Grazie a questo testo, infatti, è stata resa possibile la conservazione e la trasmissione della cultura dell'antica Roma nella Spagna visigota. In effetti, l’etimologia, lo studio dell'origine delle parole, era ragguardevole aspetto dell'apprendimento medioevale: secondo il pensiero di Isidoro e di altri studiosi coevi, ogni parola cui si faccia ricorso per descrivere qualcosa spesso conterrebbe l’essenza della cosa stessa; ad esempio, per Isidoro, il vino (vinum) è così chiamato perché "rinfresca" le vene (venae) di nuovo sangue. Isidoro si serve insomma dell'arte dell'etimologizzare come strumento di comprensione del mondo intorno a lui, incoraggiando i lettori a fare lo stesso. Le Etimologie, in base alle dichiarazioni stesse di Isidoro al discepolo Braulione, vescovo di Saragozza (Ep. 5), sappiamo che non ebbero la correzione definitiva a causa della sua malattia, per cui egli delegò Braulione stesso a redigerle in una forma corretta. Questo compito di rifinitura fu precisato già in occasione della richiesta che Braulione, nella sua Epistola 4, aveva rivolto ad Isidoro chiedendo di inviargli i libri delle Etimologie integri, corretti e ben connessi; molti infatti li possedevano già, ma in forma frammentaria e malconcia. Era una testimonianza dell’avidità con cui l’opera gli venne strappata dallo scriptorium, mentre era ancora in una redazione provvisoria ed approssimativa. Si trattava di un’opera a cui si guardava con un’attesa impaziente, perché andava incontro ad esigenze impellenti: urgeva l’aspirazione a possedere un prontuario preciso che orientasse nell’immensa congerie delle problematiche che la pratica della vita propone ed impone. Si trattava infatti di una vastissima enciclopedia, alla quale si potesse ricorrere nella prospettiva di trovare la nozione desiderata e di trovarla razionalmente fondata.

## I libri
Il contenuto è ampiamente tratto da precedenti opere romane e paleocristiane, alcune delle quali a loro volta raccoglievano materiale più antico ancora.
- Libro I: de grammatica;
- Libro II: de rhetorica et dialectica;
- Libro III: de mathematica;
- Libro IV: de medicina;
- Libro V: de legibus et temporibus;
- Libro VI: de libris et officiis ecclesiasticis;
- Libro VII: de deo, angelis et sanctis;
- Libro VIII: de ecclesia et sectis;
- Libro IX: de linguis, gentibus, regnis, militia, civibus, affinitatibus;
- Libro X: de vocabulis;
- Libro XI: de homines et portentis;
- Libro XII: de animalibus;
- Libro XIII: de mundo et partibus;
- Libro XIV: de terra et partibus;
- Libro XV: de aedificiis et agris;
- Libro XVI: de lapidibus et metallis;
- Libro XVII: de rebus rusticis;
- Libro XVIII: de bello et ludis;
- Libro XIX: de navibus, aedificiis et vestibus;
- Libro XX: de domo et instrumentis domesticis;

I libri da I a III sono dedicati alle Sette arti liberali dell'educazione classica: Grammatica, Retorica e Dialettica (il cosiddetto Trivio); e Matematica, Geometria, Musica, ed Astronomia (il Quadrivio). Queste discipline formavano la spina dorsale d'ogni seria educazione medioevale — donde la loro primaria posizione nelle Etimologie. Il libro X de vocabulis è l'unico nell'enciclopedia le cui voci sono disposte alfabeticamente; e quantunque esse sono discusse quasi nell'interezza dell'opera, il X è dedicato esclusivamente alle etimologie. Nella ricostruzione degli etimi, Isidoro è talvolta accurato e talaltra meno, e occasionalmente indulge in bizzarrie bell'e buone. Ad esempio, in X apprendiamo il termine per padrone (dominus) derivare da quello per la casa (domus) di cui è possessore — qui Isidoro è senz'altro nel giusto. Altrove, tuttavia, egli ci dice che i termini per orbite oculari e guance (genae) e per ginocchia (genua) si somiglierebbero perché nel ventre materno il nostro corpo si forma rannicchiato, con le ginocchia facenti pressione sul volto. Quantunque i due termini latini si rassomiglino davvero, questa etimologia è decisamente fantasiosa.
In Isidoro l’indagine non mira a stabilire come si dicesse la parola, ma perché si dicesse così: tenta di risalire alla causa, per cui, spiegando una parola, evoca i tratti di una civiltà e quindi i vocaboli sono inseriti nei costumi e nelle istituzioni. Così le suddivisioni, se implicano il grammatico che incasella termini, presuppongono l’uomo che ha visto la complessità degli elementi che ci sono nel mondo reale; il suo è un catalogo, ma anche un panorama. Le Etimologie sono un mare senza confini di nomi propri e comuni di ogni genere, in un’instancabile ricerca di qualificazioni; vi domina la passione della definizione accanto a quella dell’etimologia, ricercata con ogni mezzo, soprattutto con reali o supposte consonanze foniche. Il fine è quello di scoprire la verità che si percepisce stare dentro a tutte le cose e quindi a tutte le parole. Queste etimologie, spesso nulle (perché sono detratte dalla parola invece di condurre ad essa), testimoniano uno sforzo di collegamento, che giunge ad essere, in qualche caso, rivelatore, suggeriscono alcuni aspetti spesso ignorati delle cose, naturalmente pagati con una selva di stravaganze. Imponente è la quantità di vocaboli che Isidoro elenca, sempre in un incessante sforzo di definirli. Egli tutto interroga e ha l’impressione che tutto gli risponda.

## I modelli
Sicuramente si richiama spesso a Varrone. In I, 33 dichiara esplicitamente di seguire lo stile di Donato. Inoltre, per l’enorme lavoro di invenzione del materiale, raccolta, selezione, schedatura, distribuzione e formulazione gli si può accostare Plinio. Ma, più di tutti, Isidoro vede in Agostino il suo modello e il suo garante, soprattutto sul piano dello stile: le sue frasi, sempre brevi, sono costruite su un lessico che, al di fuori di tecnicismi, è quello abituale, senza ricercatezza, ma senza trasandatezze. Aristotele (384 – 322 a.C.) è invece menzionato più d'una dozzina di volte, quantunque sia probabile Isidoro non lo avesse mai letto — frammenti, con maggiori probabilità, ne sono presi in prestito da opere altrui. È addirittura citato quale fonte Pitagora (571 – 497 a.C. circa), quantunque questi non abbia lasciato nessuno scritto. Autori quali Girolamo, Cicerone, Virgilio e gli altri citati da Isidoro possono essere considerati una vera e propria "auctoritates in prestito" alla sua enciclopedia.

## Tradizione manoscritta
Così di sovente vennero le Etymologiae ricopiate dagli amanuensi e largamente diffuse, che furono di fatto seconde alla sola Bibbia quanto a popolarità tra gli studiosi dell'Europa medioevale. Uno studio sistematico della tradizione manoscritta delle etimologie iniziò con Beeson, sebbene l'edizione critica di Lindsay fu l'inizio di un tentativo di classificare l'abbondante materiale trasmittente di quest'opera. Le Etymologiae furono opera considerevolmente influente per oltre un migliaio d'anni, diffondendosi dalla Spagna, alla Gallia e all'Irlanda, donde nel resto del continente. Lo studioso Beda il Venerabile (673 – 735 circa) le conosceva molto bene; fiorirono altresì sotto il programma culturale carolingio di VIII e IX secolo; furono innumerevolmente ricopiate da amanuensi in tutta Europa, e ne sopravvivono migliaia di manoscritti. L'enciclopedia fu inoltre una delle prime opere di letteratura medioevale a esser stampata — per la prima volta nel 1472. Essa fu di diretta influenza sui voluminosi dizionari ed enciclopedie del tardo Medioevo, e, durante tutto il periodo, Isidoro venne ritenuto insigne autorità. G. Chaucer (1343 – 1400 circa) aveva familiarità con le Etymologiae, e le cita indirettamente nel Racconto del Parroco (Parson's Tale) dei suoi Canterbury Tales. Lo stesso Dante (1265 – 1321) nella Divina Commedia pose il famoso e riverito Isidoro nel Paradiso, nel Cielo del Sole riservato alle anime dei sapienti che avevano illuminato il mondo col loro intelletto.

## Isidoro e la musica
Nella disquisizione sul Quadrivium (libro III, cap. 24), Isidoro seguì Cassiodoro definendo la musica come «la disciplina che tratta i numeri in relazione agli stessi numeri che si trovano sul suono».
Seguendo, ancora, Cassiodoro, riprende le tre parti della musica: armonia, ritmo e metrica (libro III, cap. 18). Proseguì con Agostino (libro III, cap. 19) seguendone gli insegnamenti e mutuando la triplice natura della musica: «la prima è armonica, che consiste nel cantare; la seconda è organica, ed è prodotta dal respiro; la terza è ritmica, dove nella musica è prodotta dall'impulso delle dita». Esaminando, però, nel dettaglio questa triplice distinzione, si potrà entrare nella peculiarità del singolo significato che Isidoro ne volle attribuire, ossia:
- Natura Armonica: è l'arte di modulare la voce negli attori, ma anche in coloro che cantano. È verberatus, ossia "l'aria battuta dal fiato", e coaptatio, ossia disposizione ordinata di molti suoni, ed è tipica di esseri umani ed animali. L'uso del termine voce però, viene impropriamente esteso anche agli altri esseri e agli strumenti.
- Natura Organica: è specifica degli strumenti che suonano attraverso l'aria soffiata, come la zampogna (calamus), i pifferi (fistulae), gli organi, i flauti (tibiae), ecc. Partendo dall'assunto che "Organo" indica tutte le "canne musicali" (vasa), questi strumenti che emettono voce hanno origini e funzioni diverse. La tromba: inventata dagli Etruschi è più volte citata nell'Eneide e nella Bibbia; i flauti, inventati in Frigia e per lo più con funzione celebrativa nei funerali, erano denominati tibiae perché derivavano dalle tibie dei cervi e dagli stinchi dei cerbiatti; le zampogne derivano la loro denominazione da un albero, e da calendo, ossia "effondere suoni"; il piffero, si dice sia stato inventato da Mercurio, altri dicono da Fauno. Ma è detto fistula in quanto emette suono.
- Natura Ritmica: riguarda le corde e la percussione.

La gamma di strumenti considerata da Isidoro, comprende vari tipi di cetre (citharae), il timpano, il sistro, il cembalo e le coppe (vasi d'argento). Per le corde si fa riferimento alla cetra, ossia quello strumento che riproduce il petto dell'uomo; il suo uso, secondo i Greci, è stato scoperto da Apollo. A loro volta, le corde (chordae) derivano da "cuore" (corde, appunto), «perché il colpo sulla corda della cetra è come il battito del cuore nel petto». Ma l'inventore vero e proprio della cetra è stato Tubal.
Le varie tipologie di cetra, però, hanno preso nomi e caratteristiche diverse differenziandosi in particolar modo per il numero delle corde. Infatti, la cetra antica aveva sette corde, tutte con suono differente per coprire l'intero ambito della voce e per riprodurre i suoni del cielo dovuti ai sette movimenti. Col tempo però, il numero delle corde fu moltiplicato e ne cambiò il materiale di costruzione. Gli antichi denominarono la cetra fidicula o fidicen perché richiamava idealmente la fides concorde con cui gli uomini si univano in un Credo comune. Il salterio (volgarmente canticum) per la sua consonanza col coro, deriva il suo nome da psallere, quindi "cantare". Ha la forma a delta e si differenzia dalla cetra per la posizione della cassa di risonanza concava, difatti qui è riportata in alto rispetto alle corde, mentre per la cetra si trova in basso. La variante ebrea, conta dieci corde, in allineamento con il Decalogo della loro legge.
La lira è così chiamata per la varietà dei suoni, quindi il "parlare follemente". Si dice che i musici, nei loro racconti fantastici, abbiano immaginato questo strumento tra le costellazioni per l'amore allo studio e la gloria della poesia. Sulla sua origine, una leggenda narra che Mercurio, dopo l'essiccazione del Nilo, ritrovò il guscio putrido di una tartaruga con i nervi ancora tesi e da qui ne ebbe l'ispirazione per creare uno strumento gradito ad Orfeo. Il timpano è così chiamato perché è la metà di un tamburo (symphonia) e la sua forma a metà richiama una mezza perla. Infatti, da una parte è posizionata la membrana che si percuote con un bastoncino, e dall'altra c'è il telaio di legno. I cembali, sono coppe che suonano quando si toccano tra loro. Si usano soprattutto per portare il tempo nella danza (ballematia). Il sistro, deve il suo nome alla Regina d'Egitto Iside che l'ha inventato. Usato per questo motivo anche dalle donne, funge da richiamo per l'esercito delle Amazzoni. Il campanello deriva il suo nome dal modo di suonarlo, tintinnabulum appunto. Infine, il tamburello ossia symphonia, è composto da due membrane che danno il grave e l'acuto, in quanto si può suonare da entrambi i lati.
Isidoro però, intravedeva anche un ordine razionale della musica che serviva a quantizzarne la perfezione. Detto ordine è mutuato dal movimento delle sfere celesti, e nel microcosmo assume un valore indescrivibile perché è parte dei misteri fisici e divini incomprensibili all'uomo. Tale perfezione, detta anche le metra dell'arsi e della tesi, e cioè le misure dell'elevazione e dell'abbassamento.
Isidoro fece risalire la sua concezione della musica e della natura numerica del creato al pitagorico Nicomaco di Gerasa, che aveva influenzato anche il pensiero di Boezio e di Cassiodoro. Dagli stoici aveva ereditato la tradizionale tripartizione della filosofia in logica, fisica e etica, disciplina che intese come finalizzata a penetrare la realtà delle cose. Non scrisse molto di etica, salvo la derivazione della struttura del sapere dall'Etica Nicomachea di Aristotele (come rivista dal Capella).
Nelle Etymologiae si dedicò a studiare l'origine dei nomi dei numeri. Condivise con il neoplatonismo medievale la gerarchia delle creature spirituali e la teoria della corrispondenza dei nomi con l'essenza delle cose, riconducendo la logica nell'alveo della fisica.

## Edizioni
- Divi Isidori Hispalensis episcopi opera omnia, ed. J. Grial, Madrid 1599.

- Isidore of Seville, Étymologies, livre IX: les langues et les groupes sociaux, ed. M. Reydellet, Parigi 1984.
- Isidore of Seville, Étymologies. Book 2. Rhetoric, ed. P.K. Marshall, Parigi 1983.
- Isidore of Seville, Étymologies. Livre 12. Des animaux, ed. J. André, Parigi 1986.
- Isidore of Seville, Étymologies. Livre XVII. De l'agriculture, ed. J. André, Parigi 1981.
- Isidori Hispalensis Episcopi Etymologiarum siue Originum Libri XX, ed. W.M. Lindsay, Oxford 1911.
- Isidoro de Sevilla. Etimologías. Libro XIX. De naves, edificios y vestidos, ed. M. Rodríguez-Pantoja, Parigi 1995.
- San Isidoro de Sevilla, Etimologias: edicion bilingue; ed. J. Oroz Reta, M.A. Marcos Casquero, M.C. Diaz y Diaz, Madrid 2004. Scripta de vita Isidori episcopi Hispalensis (Braulio Caesaraugustanus, Redemptus Hispalensis, Anonymus), ed. J.C. Martìn Iglesias, Turnhout 2006.

## Studi
- Clavis Patristica pseudepigraphorum Medii Aevi, a cura di I. Machielsen, Turnhout 1994.
- Clavis Patrum Latinorum qua in Corpus Christianorum edendum optimas quasque scriptorum recensiones a Tertulliano ad Bedam commode recludit a cura di E. Dekkers ed E. Gaar, Turnholti 1995.
- F. Trisoglio, Introduzione a Isidoro di Siviglia, Brescia 2009.
- La trasmissione dei testi latini del Medioevo, a cura di P. Chiesa e L. Castaldi, vol. II, Firenze 2004-2005.